# Vaasanpuistikko (Vaasa)
Pour les articles homonymes, voir Vaasanpuistikko.
Vaasanpuistikko, est une esplanade du centre de Vaasa en Finlande.

## Histoire
Le centre-ville est organisé selon un plan hippodamien conçu par Carl Axel Setterberg en 1855.
Les cinq esplanades d'une largeur de 35,6 mètres :  Hovioikeudenpuistikko, Vaasanpuistikko, Korsholmanpuistikko, Kirkkopuistikko et Kauppapuistikko forment un site culturel construit d'intérêt national en Finlande.
Vaasanpuistikko est l'extrémité de la route régionale 6741.

## Bâtiments remarquables
Parmi les bâtiments bordant la rue Vaasanpuistikko:
| N° | Bâtiment         | Const.    | Image | Architecte                                     |
| 3  | Immeuble         | 1932      |       | Matti Visanti                                  |
| 6  | Immeuble         | 1954      |       | Viljo Revell                                   |
| 8  | Lycée de Vaasa   | 1898      |       | Johan Jacob Ahrenberg                          |
| 10 | Maison Lindebäck | 1861      |       | Carl Axel Setterberg                           |
| 12 | Maison Moe       | 1861      |       |                                                |
| 18 | Halle du marché  | 1939      |       | Alfred Wilhelm Stenfors                        |
| 21 | Maison Wasaborg  | 1910–1912 |       | J. E. Bruun Carl Schoultz Arhur Rudolf Gauffin |
|    | Centre Rewell    | 1963      |       | Viljo Revell                                   |